# Klay Thompson
Klay Alexander Thompson (Los Angeles, 8 de fevereiro de 1990) é um basquetebolista estadunidense que atua como ala-armador. Atualmente joga no Dallas Mavericks da National Basketball Association (NBA).
Creditado como um dos melhores arremessadores da história do esporte, Thompson foi quatro vezes campeão pelos Warriors, cinco vezes selecionado para o jogo das estrelas da NBA e duas vezes para o terceiro time ideal da temporada. Também foi nomeado para o segundo time defensivo, na temporada 2018–19.

## Estatísticas na NBA
| † | Temporada com título da NBA. |
|   | Líder da Liga                |

#### Temporada regular
| Ano      | Equipe     | PJ  | PT  | MPJ  | AP   | 3P   | LL    | RT  | AS  | BR  | TO  | PPJ  |
| -------- | ---------- | --- | --- | ---- | ---- | ---- | ----- | --- | --- | --- | --- | ---- |
| 2011–12  | Warriors   | 66  | 29  | 24.4 | .443 | .414 | .868  | 2.4 | 2.0 | 0.7 | 0.3 | 12.5 |
| 2012–13  | Warriors   | 82  | 82  | 35.8 | .422 | .401 | .841  | 3.7 | 2.2 | 1.0 | 0.5 | 16.6 |
| 2013–14  | Warriors   | 81  | 81  | 35.4 | .444 | .417 | .795  | 3.1 | 2.2 | 0.9 | 0.5 | 18.4 |
| 2014–15  | Warriors † | 77  | 77  | 31.9 | .463 | .437 | .879  | 3.2 | 2.9 | 1.1 | 0.8 | 21.7 |
| 2015–16  | Warriors   | 80  | 80  | 33.3 | .470 | .425 | .873  | 3.8 | 2.1 | 0.8 | 0.6 | 22.1 |
| 2016–17  | Warriors † | 78  | 78  | 34.0 | .468 | .414 | .853  | 3.7 | 2.1 | 0.8 | 0.5 | 22.3 |
| 2017–18  | Warriors † | 73  | 73  | 34.3 | .488 | .440 | .837  | 3.8 | 2.5 | 0.8 | 0.5 | 20.0 |
| 2018–19  | Warriors   | 78  | 78  | 34.0 | .467 | .402 | .816  | 3.8 | 2.4 | 1.1 | 0.6 | 21.5 |
| 2021–22  | Warriors † | 32  | 32  | 29.4 | .429 | .385 | .902  | 3.9 | 2.8 | 0.5 | 0.5 | 20.4 |
| 2022–23  | Warriors   | 69  | 69  | 33.0 | .436 | .412 | .879  | 4.1 | 2.4 | 0.7 | 0.4 | 21.9 |
| 2023–24  | Warriors   | 77  | 63  | 29.7 | .432 | .387 | .927  | 3.3 | 2.3 | 0.6 | 0.5 | 17.9 |
| Carreira | Carreira   | 793 | 742 | 32.6 | .453 | .413 | .858  | 3.5 | 2.3 | 0.9 | 0.5 | 19.6 |
| All-Star | All-Star   | 5   | 1   | 20.4 | .379 | .379 | 1.000 | 5.0 | 3.4 | 0.4 | 0.0 | 12.6 |

#### Play-in
| Ano  | Equipe   | PJ | PT | MPJ  | AP   | 3P   | LL | RT  | AS  | BR | TO | PPJ |
| ---- | -------- | -- | -- | ---- | ---- | ---- | -- | --- | --- | -- | -- | --- |
| 2024 | Warriors | 1  | 0  | 31.6 | .000 | .000 | —  | 4.0 | 1.0 | .0 | .0 | 0.0 |

#### Playoffs
| Ano      | Equipe     | PJ  | PT  | MPJ  | AP   | 3P   | LL   | RT  | AS  | BR  | TO  | PPJ  |
| -------- | ---------- | --- | --- | ---- | ---- | ---- | ---- | --- | --- | --- | --- | ---- |
| 2013     | Warriors   | 12  | 12  | 41.3 | .437 | .424 | .833 | 4.6 | 1.8 | 1.0 | 0.6 | 15.2 |
| 2014     | Warriors   | 7   | 7   | 36.7 | .408 | .364 | .792 | 3.4 | 3.6 | 1.0 | 0.7 | 16.4 |
| 2015     | Warriors † | 21  | 21  | 36.2 | .446 | .390 | .800 | 3.9 | 2.6 | 0.8 | 0.9 | 18.6 |
| 2016     | Warriors   | 24  | 24  | 35.4 | .444 | .422 | .854 | 3.7 | 2.3 | 1.1 | 0.4 | 24.3 |
| 2017     | Warriors † | 17  | 17  | 35.0 | .397 | .387 | .788 | 3.9 | 2.1 | .8  | 0.3 | 15.0 |
| 2018     | Warriors † | 21  | 21  | 37.8 | .465 | .427 | .871 | 4.1 | 1.8 | 0.8 | 0.3 | 19.6 |
| 2019     | Warriors   | 21  | 21  | 39.0 | .456 | .443 | .902 | 4.1 | 2.1 | 1.3 | 0.7 | 20.7 |
| 2022     | Warriors † | 22  | 22  | 36.0 | .429 | .385 | .867 | 3.9 | 2.3 | 1.1 | 0.7 | 19.0 |
| 2023     | Warriors   | 13  | 13  | 36.0 | .388 | .368 | .875 | 4.2 | 2.2 | 0.5 | 0.3 | 18.5 |
| Carreira | Carreira   | 158 | 158 | 36.9 | .436 | .405 | .845 | 4.0 | 2.2 | 0.9 | 0.5 | 19.2 |

### Estatísticas no basquete universitário
| Ano      | Equipe           | PJ | PT | MPJ  | AP   | 3P   | LL   | RT  | AS  | BR  | TO  | PPJ  |
| -------- | ---------------- | -- | -- | ---- | ---- | ---- | ---- | --- | --- | --- | --- | ---- |
| 2008–09  | Washington State | 33 | 33 | 33.1 | .421 | .412 | .903 | 4.2 | 1.9 | 0.9 | 0.6 | 12.5 |
| 2009–10  | Washington State | 31 | 30 | 35.4 | .412 | .364 | .801 | 5.1 | 2.3 | 1.4 | 0.7 | 19.6 |
| 2010–11  | Washington State | 34 | 33 | 34.7 | .436 | .398 | .838 | 5.2 | 3.7 | 1.6 | 0.9 | 21.6 |
| Carreira | Carreira         | 98 | 96 | 34.4 | .424 | .390 | .827 | 4.8 | 2.6 | 1.3 | 0.7 | 17.9 |

## Títulos e homenagens
- NBA:
  - 4x Campeão da NBA: 2015, 2017, 2018, 2022;
  - 5x NBA All-Star: 2015, 2016, 2017, 2018, 2019;
  - 2x All-NBA Team:
    - terceiro time: 2015, 2016;

  - NBA All-Defensive Team:
    - segundo time: 2019;

  - NBA All-Rookie Team:
    - primeiro Time: 2012;

  - NBA Three-Point Contest Champion: 2016
  - Líder em bolas de 3 pontos convertidas na temporada: 2023
  - Líder em aproveitamento de lances livres na temporada: 2024;
- Seleção dos Estados Unidos:
  - FIBA World Championship:
    -  medalha de ouro: 2014

  - Jogos Olímpicos:
    -  medalha de ouro: 2016

### Recordes na NBA
- Mais arremessos de 3 pontos convertidos em uma única partida (temporada regular) - 14
- Mais arremessos de 3 pontos convertidos em um único playoff - 98 (empatado com Stephen Curry)
- Mais arremessos de 3 pontos convertidos em uma única partida de playoffs - 11
- Mais pontos em um único quarto (temporada regular) - 37